# Rusfors dämningsområde
Rusfors dämningsområde är en sjö i Lycksele kommun i Lappland som bildas genom uppdämningen av Umeälven för Rusfors kraftstation. Från dammbyggnaden, som ligger ungefär 25 kilometer uppströms Lycksele, sträcker sig dämningsområdet upp i Umeälven till i höjd med Storumans flygplats samt upp i Juktåns nedersta lopp till Gunnarn. Även Blåviken ingår i Rusfors dämningsområde. Den totala ytan är 45,2 kvadratkilometer. Magasinet används främst för korttidsreglering med fluktuationer inom 0,5 meter. I slutet av vintern tillåts dock vattennivån sjunka 2,3 meter varefter magasinet fylls på av vårfloden.